# Francis Saint-Léger
Pour les articles homonymes, voir Saint-Léger.
Francis Saint-Léger, homme politique français, né le 22 février 1957 à Mende (Lozère).
Il est diplômé de l'École nationale supérieure d'arts et métiers.

## Biographie
D'abord ingénieur pour EDF, il choisit de revenir en Lozère et devient directeur des services techniques de la ville de Mende.
Élu maire de Rieutort-de-Randon en 1989, puis conseiller général du canton de Saint-Amans en 1992, il est élu député le 16 juin 2002, pour la XIIe législature (2002-2007), dans la 1re circonscription de la Lozère. Il fait partie du groupe UMP.
Il est réélu député avec 53,62 % des suffrages, sous l'étiquette UMP, pour la XIIIe législature (2007-2012) dans la 1re circonscription de la Lozère.
Il échoue dans sa tentative de prendre la mairie de Mende en 2008, où il est battu par le socialiste Alain Bertrand.
Il échoue également deux ans plus tard lors des élections législatives de 2012. Candidat pour un troisième mandat dans la circonscription unique de la Lozère, il est en effet devancé par la candidate socialiste Sophie Pantel et son concurrent de droite Pierre Morel A L'Huissier lors du premier tour, sans pouvoir se maintenir au second tour.
Il soutient la candidature de François Fillon à la présidence de l'UMP lors du congrès d'automne 2012.
En 2014, un chercheur en anthropologie politique publie un ouvrage qui retrace sa carrière politique. De 1989 à 2008 à travers des recherches d’archives et des entretiens entre le député et l’auteur ; de 2008 à 2012 sous la forme d’un carnet de bord relatant trois campagnes électorales (municipale, régionale et législative).
Il devient maire de Monts-de-Randon en juin 2020 et président de la communauté de communes Randon - Margeride en juillet 2020.

## Synthèse des mandats
En cours
- Maire de Monts-de-Randon depuis juin 2020

Antérieurs
- 1989 - 2008 : maire de Rieutort-de-Randon (Lozère)
- 1992 - 2004 : membre du Conseil général de la Lozère (canton de Saint-Amans)
- 2002 - 2012 : député UMP de la 1re circonscription de la Lozère
- 2004 - 2010 : conseiller régional du Languedoc-Roussillon